# Pervomajskij (Oblast' di Nižnij Novgorod)
Pervomajskij (in russo Первомайский?) è un insediamento operaio della Russia europea centro-orientale, situato nel Gorodecskij rajon dell'oblast' di Nižnij Novgorod.
Si trova 64 km a nord-ovest di Nižnij Novgorod.